# کایلین شریدن
کایلین شریدن (انگلیسی: Kailen Sheridan؛ زادهٔ ۱۶ ژوئیهٔ ۱۹۹۵) بازیکن فوتبال اهل کانادا است.
از باشگاه‌هایی که در آن بازی کرده‌است می‌توان به اسکای بلو اف‌سی اشاره کرد.
وی همچنین در تیم ملی فوتبال زنان کانادا بازی کرده‌است.